# Macromia
Macromia – rodzaj ważek z rodziny Macromiidae.

## Podział systematyczny
Do rodzaju należą następujące gatunki:

- Macromia aculeata Fraser, 1927
- Macromia alleghaniensis Williamson, 1909
- Macromia amphigena Selys, 1871
- Macromia annaimallaiensis Fraser, 1931
- Macromia annulata Hagen, 1861
- Macromia arachnomima Lieftinck, 1953
- Macromia astarte Lieftinck, 1971
- Macromia beijingensis Zhu & Chen, 2005
- Macromia bellicosa Fraser, 1924
- Macromia calliope Ris, 1916
- Macromia callisto Laidlaw, 1922
- Macromia celaeno Lieftinck, 1955
- Macromia celebica van Tol, 1994
- Macromia chaiyaphumensis Hämäläinen, 1986
- Macromia chalciope Lieftinck, 1952
- Macromia chui Asahina, 1968 (gatunek wątpliwy)
- Macromia cincta Rambur, 1842
- Macromia cingulata Rambur, 1842
- Macromia clio Ris, 1916
- Macromia corycia Laidlaw, 1922
- Macromia cupricincta Fraser, 1924
- Macromia cydippe Laidlaw, 1922
- Macromia daimoji Okumura, 1949
- Macromia dione Lieftinck, 1971
- Macromia ellisoni Fraser, 1924
- Macromia erato Lieftinck, 1950
- Macromia euphrosyne Lieftinck, 1952
- Macromia eurynome Lieftinck, 1942
- Macromia euterpe Laidlaw, 1915
- Macromia flavicincta Selys, 1874
- Macromia flavovittata Fraser, 1935
- Macromia flinti Lieftinck, 1977
- Macromia floridensis (Davis, 1921)
- Macromia fraenata Martin, 1906
- Macromia fulgidifrons Wilson, 1998
- Macromia gerstaeckeri Krüger, 1899
- Macromia hermione Lieftinck, 1952
- Macromia holthuisi Kalkman, 2008
- Macromia icterica Lieftinck, 1926
- Macromia ida Fraser, 1924
- Macromia illinoiensis Walsh, 1862
- Macromia indica Fraser, 1924
- Macromia irata Fraser, 1924
- Macromia irina Lieftinck, 1950
- Macromia jucunda Lieftinck, 1955
- Macromia kannharaiensis Dalvi, Koli & Thakur, 2024
- Macromia katae Wilson, 1993
- Macromia kiautai Zhou, Wang, Shuai & Liu, 1994
- Macromia kubokaiya Asahina, 1964
- Macromia lachesis Lieftinck, 1971
- Macromia macula Zhou, Wang, Shuai & Liu, 1994
- Macromia magnifica Selys, 1874
- Macromia malleifera Lieftinck, 1955
- Macromia manchurica Asahina, 1964
- Macromia margarita Westfall, 1947
- Macromia melpomene Ris, 1913
- Macromia miniata Fraser, 1924
- Macromia mnemosyne Lieftinck, 1935
- Macromia moorei Selys, 1874
- Macromia murakii Yokoi & Souphanthong, 2019
- Macromia negrito Needham & Gyger, 1937
- Macromia pacifica Hagen, 1861
- Macromia pallida Fraser, 1924
- Macromia polyhymnia Lieftinck, 1929
- Macromia pyramidalis Martin, 1906
- Macromia septima Martin, 1904
- Macromia siamensis Makbun, 2022
- Macromia sombui Vick, 1988
- Macromia sophrosyne Lieftinck, 1952
- Macromia splendens (Pictet, 1843)
- Macromia taeniolata Rambur, 1842
- Macromia terpsichore Förster, 1900
- Macromia tillyardi Martin, 1906
- Macromia transversa (Say, 1840)
- Macromia unca Wilson, 2004
- Macromia urania Ris, 1916
- Macromia vangviengensis Yokoi & Mitamura, 2002
- Macromia viridescens Tillyard, 1911
- Macromia weerakooni Sumanapala, 2021
- Macromia westwoodii Selys, 1874
- Macromia whitei Selys, 1871
- Macromia yunnanensis Zhou, Luo, Hu & Wu, 1993
- Macromia zeylanica Fraser, 1927